# Leichtathletik-Weltmeisterschaften 1987/Diskuswurf der Männer

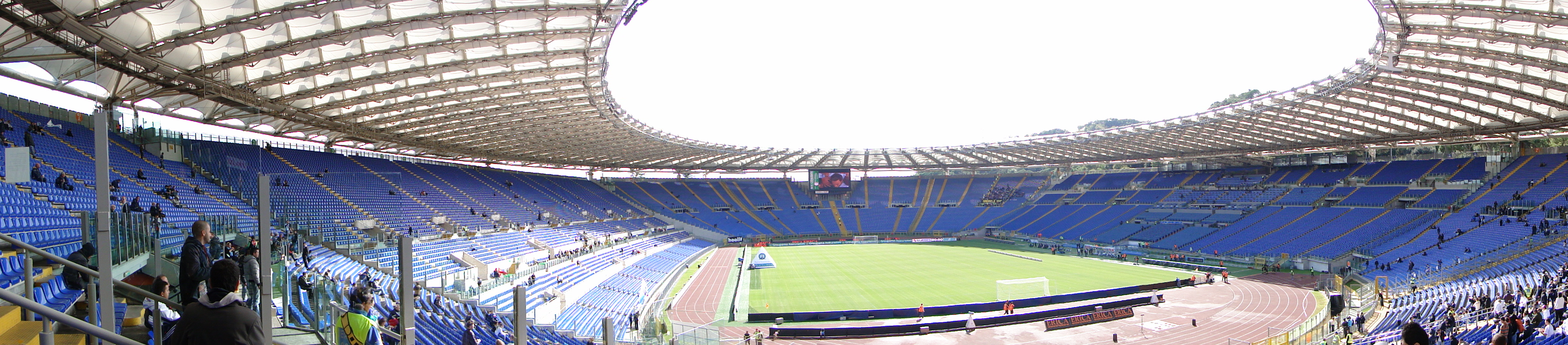
Das Olympiastadion in Rom

Der Diskuswurf der Männer bei den Leichtathletik-Weltmeisterschaften 1987 wurde am 3. und 4. September 1987 im Olympiastadion der italienischen Hauptstadt Rom ausgetragen.
Weltmeister wurde der Weltrekordinhaber Jürgen Schult aus der DDR. Silber ging an den zweifachen Olympiadritten (1976/1984) John Powell aus den Vereinigten Staaten. Der kubanische Olympiadritte von 1980 und Vizeweltmeister von 1983 Luis Delís errang Bronze.

## Rekorde

### Bestehende Rekorde
| Weltrekord               | 74,08 m | Jürgen Schult | Neubrandenburg, DDR (heute Deutschland) | 6. Juni 1986    |
| Weltmeisterschaftsrekord | 67,72 m | Imrich Bugár  | WM 1983 in Helsinki, Finnland           | 14. August 1983 |

### Rekordverbesserung
Weltmeister Jürgen Schult aus der DDR verbesserte den bestehenden WM-Rekord im Finale am 4. September um 1,02 m auf 68,74 m.

## Qualifikation
3. September 1987
26 Teilnehmer traten in zwei Gruppen zur Qualifikationsrunde an. Die Qualifikationsweite für den direkten Finaleinzug betrug 65,00 m. Zwei Athleten übertrafen diese Marke (hellblau unterlegt). Das Finalfeld wurde mit den zehn nächstplatzierten Sportlern auf zwölf Werfer aufgefüllt (hellgrün unterlegt). So mussten schließlich 61,70 m für die Finalteilnahme erbracht werden.

### Gruppe A

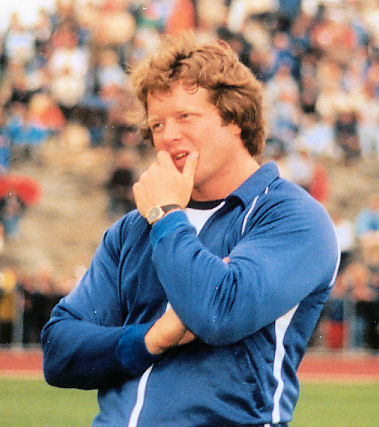
Knut Hjeltnes – 61,64 m, ihm fehlten sechs Zentimeter zur Finalteilnahme
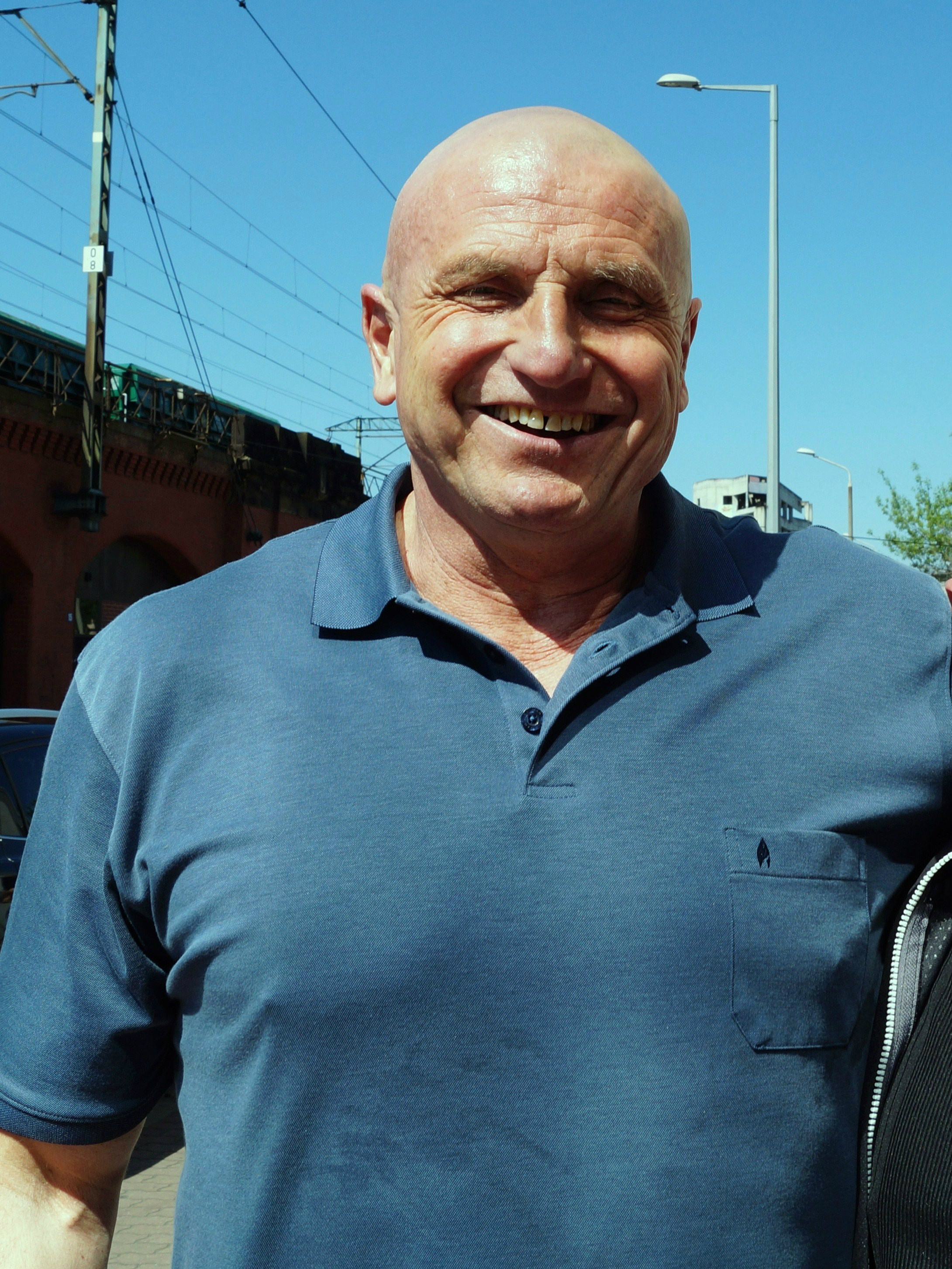
Dariusz Juzyszyn – 61,38 m und damit ausgeschieden
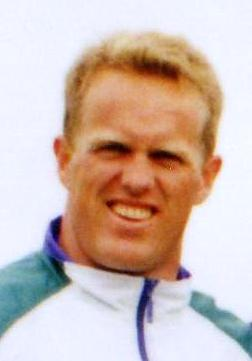
Vésteinn Hafsteinsson – scheiterte mit 59,32 m in der Qualifikation

| Platz | Name                        | Nation           | Resultat (m) |
| 1     | Luis Delís                  | Kuba             | 66,06        |
| 2     | Rolf Danneberg              | BR Deutschland   | 64,90        |
| 3     | Romas Ubartas               | Sowjetunion      | 64,48        |
| 4     | John Powell                 | USA              | 63,62        |
| 5     | Imrich Bugár                | Tschechoslowakei | 62,68        |
| 6     | Bradley Cooper              | Bahamas          | 61,70        |
| 7     | Knut Hjeltnes               | Norwegen         | 61,64        |
| 8     | Dariusz Juzyszyn            | Polen            | 61,38        |
| 9     | Stefan Fernholm             | Schweden         | 61,36        |
| 10    | Vésteinn Hafsteinsson       | Island           | 59,32        |
| 11    | Georgi Georgiew             | Bulgarien        | 58,80        |
| 12    | John Brenner                | USA              | 58,44        |
| 13    | Patrick Journoud            | Frankreich       | 57,84        |
| NM    | Konstantinos Georgakopoulos | Griechenland     | ogV          |

### Gruppe B

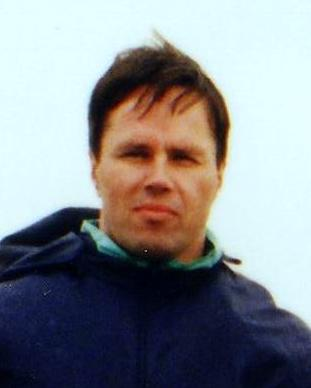
Svein Inge Valvik erreichte mit seinen 59,76 m nicht das Finale

| Platz | Name                 | Nation           | Resultat (m) |
| 1     | Jürgen Schult        | DDR              | 66,04        |
| 2     | Vaclavas Kidykas     | Sowjetunion      | 64,60        |
| 3     | Wladimir Sintschenko | Sowjetunion      | 64,30        |
| 4     | Géjza Valent         | Tschechoslowakei | 63,66        |
| 5     | Alois Hannecker      | BR Deutschland   | 63,34        |
| 6     | Marco Martino        | Spanien          | 62,26        |
| 7     | Svein Inge Valvik    | Norwegen         | 59,76        |
| 8     | Lars Sundin          | Schweden         | 59,44        |
| 9     | Ray Lazdins          | Kanada           | 59,16        |
| 10    | Randy Heisler        | USA              | 59,02        |
| 11    | Kamen Dimitrow       | Bulgarien        | 58,90        |
| NM    | Göran Svensson       | Schweden         | ogV          |
| DNS   | Werner Hartmann      | BR Deutschland   |              |

## Finale
4. September 1987
Anmerkung: Das Symbol "x" bedeutet "ungültig".
| Platz | Name                 | Nation           | Resultat (m) | 1. Versuch (m) | 2. Versuch (m) | 3. Versuch (m) | 4. Versuch (m)                         | 5. Versuch (m)                         | 6. Versuch (m)                         |
| 1     | Jürgen Schult        | DDR              | 68,74 CR     | 65,80          | 68,74          | 66,18          | 67,36                                  | 66,74                                  | 65,94                                  |
| 2     | John Powell          | USA              | 66,22        | 66,22          | 60,41          | 61,48          | x                                      | x                                      | x                                      |
| 3     | Luis Delís           | Kuba             | 66,02        | 63,30          | 64,18          | x              | x                                      | 65,55                                  | 66,02                                  |
| 4     | Rolf Danneberg       | BR Deutschland   | 65,96        | 65,14          | 60,92          | 64,30          | 65,42                                  | 65,96                                  | 63,80                                  |
| 5     | Wladimir Sintschenko | Sowjetunion      | 65,60        | 65,60          | 63,04          | 65,26          | 64,78                                  | 64,04                                  | x                                      |
| 6     | Romas Ubartas        | Sowjetunion      | 65,50        | 65,06          | 63,22          | 62,82          | 65,04                                  | 65,50                                  | 64,56                                  |
| 7     | Imrich Bugár         | Tschechoslowakei | 65,32        | x              | 63,12          | 65,32          | 62,16                                  | x                                      | x                                      |
| 8     | Vaclavas Kidykas     | Sowjetunion      | 63,64        | 57,78          | 62,30          | 63,64          | 60,22                                  | x                                      | x                                      |
| 9     | Géjza Valent         | Tschechoslowakei | 61,98        | 57,74          | 61,64          | 61,98          | nicht im Finale der besten acht Werfer | nicht im Finale der besten acht Werfer | nicht im Finale der besten acht Werfer |
| 10    | Bradley Cooper       | Bahamas          | 61,94        | 61,94          | 56,96          | 60,32          | nicht im Finale der besten acht Werfer | nicht im Finale der besten acht Werfer | nicht im Finale der besten acht Werfer |
| 11    | Alois Hannecker      | BR Deutschland   | 60,98        | 58.44          | x              | 60,98          | nicht im Finale der besten acht Werfer | nicht im Finale der besten acht Werfer | nicht im Finale der besten acht Werfer |
| 12    | Marco Martino        | Spanien          | 60,60        | 60,60          | 58,30          | 60,04          | nicht im Finale der besten acht Werfer | nicht im Finale der besten acht Werfer | nicht im Finale der besten acht Werfer |

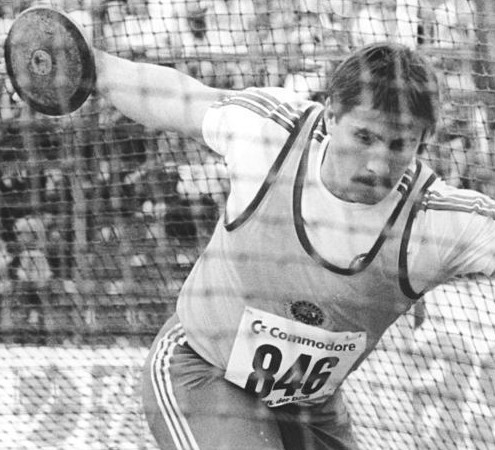
Nach seinem Weltrekord im Vorjahr nun der WM-Titel für Jürgen Schult
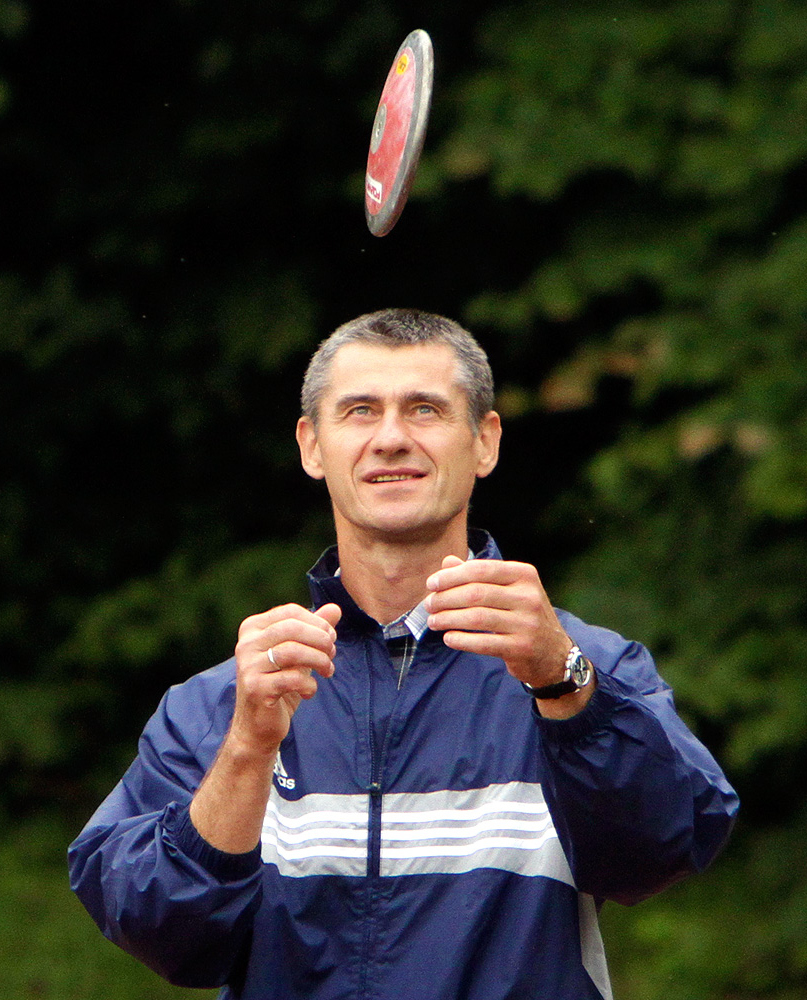
Der amtierende Europameister Romas Ubartas musste sich hier mit Rang sechs begnügen
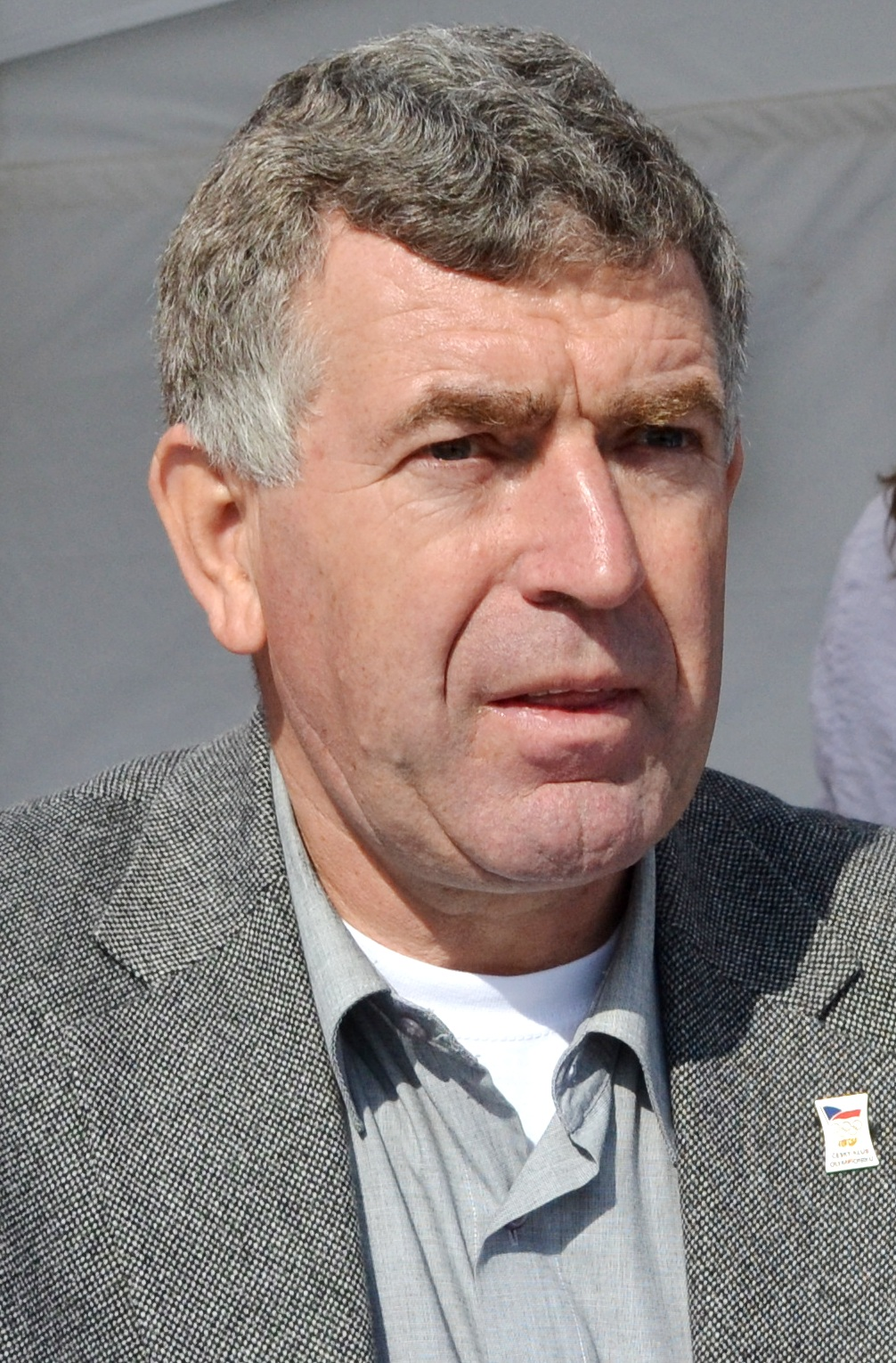
Titelverteidiger Imrich Bugár (hier im Jahr 2013) – unter anderem Europameister von 1982 – belegte Rang sieben

## Videos
- IAAF 1983 World Outdoor Championships Men's Discus Final auf youtube.com, abgerufen am 28. März 2020
- 1987 victory ceremony discus men World Championships Rome auf youtube.com, abgerufen am 28. März 2020